# 企業価値
企業価値（きぎょうかち、又は事業価値、エンタープライズ・バリュー）とは、企業が持つ有機的一体としての事業の価値を金額で表したものをいう。法人の事業実体がつかみにくく、かつ、営む事業の特性に応じた評価が必要となることから、企業価値を一義的に決めることは非常に難しい。なお、一般的に企業価値の計算アプローチ手法としては過年度の蓄積を基礎とするコスト・アプローチ（清算価値法、修正簿価純資産法など）、将来の収益性を基礎とするインカム・アプローチ（収益還元法、ディスカウント・キャッシュ・フロー法など）、実際の売買市場で成立している類似企業の株価を基礎とするマーケット・アプローチ（類似業種比準法、マルチプル法など）の3種類が挙げられる。
通常、企業価値の算定に際しては、これら3種類のアプローチに基づく評価のいずれか、または、複数の評価手法をブレンドして企業価値を算定することが一般的とされる。

## コスト・アプローチ
企業が持っている資産価値、例えば、当該企業を清算して持っている資産を売り払うといくらになるかという価値を基礎とするアプローチ手法である。これは貸借対照表の資産合計に近い考え方だが、会計上の資産価額は会計ルールに則って計算されているので、資産の売却価額とは大きく異なる場合も多い。例えば固定資産の建物や設備は、会計上定額法や定率法に基づき減価償却した金額が計上されている。一方それら資産の売却価値は売却時の市場によって大きく左右されるので、差が大きく開く場合がある。

## インカム・アプローチ
企業の本来の使命は、保有している資産を活用しそこから新たな価値(付加価値)を生むことである。その観点から企業を「継続的に価値を生み出すプロセス」と定義づけ、今後当該企業が生み出すであろう付加価値を基礎とするアプローチ手法である。具体的には将来の業績を予測し、毎年生み出される新たなキャッシュ（フリーキャッシュフロー）を現在価値に引き戻しその総額を企業価値とする。これは「将来の収益を割り戻す」という意味で『収益還元方式』、あるいは「価値を体現するキャッシュ・フローを割り引く」という意味で『ディスカウント・キャッシュ・フロー（DCF）方式』と呼ばれる方法がある。

## マーケット・アプローチ
もう一つ代表的な考え方は、既に証券市場で売買されている企業の株式について、それが企業の価値を体現していると考え、株式の時価総額と負債の金額を合わせて企業価値とするものである。また上場されていない企業については、同業種の上場企業を参照し、その指標（ROA、ROE、純資産キャッシュフロー倍率、EV/EBITDA倍率等）を参考に企業価値を類推する方法がとられ、株価倍率法（マルチプル法）と呼ばれている。

## 実際の企業価値の算定について
それぞれの方式には長所・短所があり、一つのやり方だけで企業価値を測ることはせず、目的により各方式を組み合わせて算出することが多い。